# Knoppix STD
In informatica Knoppix STD (Security Tools Distribution) è una distro live basata su Knoppix orientata alla sicurezza delle reti. 
Essa include strumenti (tools) sotto licenza GPL nelle seguenti categorie: autenticazione, password cracking, crittografia, forensics, firewalls, honeypots, intrusion detection system, strumenti network, penetration, packet sniffers, assembler, accertamento di vulnerabilità e wireless networking.
La versione 0.1 è stata pubblicata il 24 gennaio 2004, essa è basata su knoppix 3.2 e da lì lo sviluppo è rimasto fermo.
Non ci sono state altre versioni, quindi questo progetto è considerato abandonware.